# Everhard Holtmann
Everhard Holtmann (* 1946) ist ein deutscher Politikwissenschaftler und emeritierter Professor der Martin-Luther-Universität Halle-Wittenberg. Seit dem 1. Oktober 2012 ist er Forschungsdirektor am Zentrum für Sozialforschung Halle e. V.

## Leben
Holtmann studierte Geschichte, Sozialwissenschaften und Publizistik an den Universitäten in Münster, Bochum und Wien und graduierte im Jahre 1971 zum Magister Artium. Vier Jahre später erfolgte die Promotion zum Dr. phil. Die Habilitation in Politischer Wissenschaft erlangte Holtmann im Jahre 1986 an der Universität Erlangen.
Von 1992 bis 2012 war Holtmann Inhaber der ordentlichen Professur (C4) für Systemanalyse und Vergleichende Politik an der Universität Halle-Wittenberg. Seit Sommer 2012 ist er Forschungsdirektor des Zentrums für Sozialforschung Halle. Er betreut dort derzeit fünf Forschungsprojekte.
Holtmann ist Mitglied des EUROLOC-Netzwerks und der Joint Research Group on Minor Parties and Independents, war (bis 2012) Sprecher des Sonderforschungsbereiches 580 Jena/Halle („Gesellschaftliche Entwicklungen nach dem Systemumbruch“) und Mitglied des Wissenschaftlichen Beirats der Bundeszentrale für Politische Bildung.
Seine Forschungsschwerpunkte liegen in der Parteien(system)forschung, der lokalen Politikforschung, der Politikfeldanalyse (insbesondere der Wohnungspolitik) sowie der historischen Politikforschung.
Im Auftrag der Kommission „30 Jahre friedliche Revolution und Deutsche Einheit“ befasste sich Holtmann mit der Auswertung der deutschlandweiten Meinungsumfrage zum Stand der deutschen Einheit. Sein Buch Wiedervereinigung vor dem Mauerfall (2015), welches er zusammen mit Anne Köhler verfasst hat, entspricht nach Meinung des Zürcher Pädagogen Norbert Grube „nicht geschichts- und sozialwissenschaftlichen Standards“.
Holtmann ist verheiratet mit Sabine Kropp und wohnt in Berlin.

## Schriften
Holtmann ist Verfasser und Herausgeber von Einzelveröffentlichungen sowie Beiträgen in Sammelbänden und Periodika, Sammelbesprechungen und Rezensionen, darunter:
- mit Adrienne Krappidel, Sebastian Rehse: Die Droge Populismus. Zur Kritik des politischen Vorurteils. Verlag für Sozialwissenschaften, Wiesbaden 2006.
- (Herausgeber, zusammen mit Manfred Görtemaker, Wolfgang Ismayr, Michael S. Cullen und Volker Wagner) The German Parliament. Edited for the Deutsche Bundestag by Edmund Budrich. Opladen/Farmington Hills 2009, ISBN 978-3-86649-934-8.
  - auf Deutsch: Das deutsche Parlament. Im Auftrag des Deutschen Bundestages herausgegeben von Edmund Budrich. Opladen/Farmington Hills 2010, ISBN 978-3-86649-355-1.
- Der Parteienstaat in Deutschland. Erklärungen, Entwicklungen, Erscheinungsbilder. Bundeszentrale für politische Bildung, Bonn 2012, ISBN 978-3-8389-0289-0 (2. Aufl. 2017).
- mit Christian Rademacher, Marion Reiser: Kommunalpolitik. Eine Einführung. Springer VS, Wiesbaden 2017, ISBN 978-3-531-14799-4.
- (Herausgeber) Völkische Feindbilder. Ursprünge und Erscheinungsformen des Rechtspopulismus in Deutschland. Bundeszentrale für politische Bildung, Bonn 2018, ISBN 978-3-7425-0207-0.
- (Herausgeber) Die Umdeutung der Demokratie. Politische Partizipation in Ost- und Westdeutschland. Bundeszentrale für politische Bildung, Bonn 2020, ISBN 978-3-7425-0486-9.